# Ремонт
Ремо́нт (техники) — комплекс мероприятий по восстановлению работоспособного или исправного состояния какого-либо объекта и/или восстановлению его ресурса. 

## Причины ремонта
Ремонт производится в случае, если невозможно или нецелесообразно заменить изделия на аналогичные новые. Нередко изделия устаревают морально гораздо раньше, чем вырабатывается их ресурс до ремонта, или затраты на производство изделий в неремонтируемом исполнении существенно меньше — в этих случаях производители стараются переходить на выпуск изделий в неремонтируемом исполнении. Характерные примеры — однокристальные ЭВМ, устройства в неразборном исполнении и т. д.
Сейчас, во времена массового производства, вопросы ремонта тесно увязывают с вопросами экологии и загрязнения окружающей среды (выбрасываемые, а не отремонтированные, изделия приходится утилизировать).

## Ремонт техники
Разновидности ремонта:
- Косметический — восстановление внешнего вида без вмешательства в конструкцию (бытовое название текущего ремонта).
- Средний (Восстановительный) — обычно производится с заменой частей устройства, подвергшихся износу, либо с их модификацией (наплавка, расточка, пайка и так далее).
- Текущий (Малый) — ремонт с целью восстановления исправности (работоспособности), а также поддержания эксплуатационных показателей (термин малый ремонт был упразднён в 1980-х годах).
- Капитальный — предполагает разборку и контроль технического состояния конструкции с целью выявления скрытых отказов и повреждений, оценки остатка ресурса, замену составных частей, имеющих отказы, недопустимые повреждения или выработавших установленный для них ресурс (срок службы). Капитальный ремонт предполагает большой объём работ и значительные расходы.

Средний и капитальный ремонты могут иметь планово-предупредительный характер — в этом случае ремонт выполняют в запланированный в ремонтной документации момент времени.

### Ремонт автотранспорта
Ремонт автомобильного транспорта/автомобиля:
- Авторемонтное предприятие
- СТО (Станция технического обслуживания)
- Компьютерная диагностика автомобиля
- автомеханик — рабочий, выполняющий ремонт и техническое обслуживание автомобильного транспорта, а также осуществляющий контроль над техническим состоянием автомобилей с помощью диагностического оборудования и приборов; ранее профессия называлась автослесарь.

### Ремонт корабля
см. Судоремонт

### Ремонт предметов быта
Ремонт одежды (см. портной) и обуви (см. сапожник).
Ремонт электроники: электронной техники / бытовой электроники

## Ремонт жилых помещений
Согласно общепринятым нормам, различают несколько типов ремонтных работ в домах, зданиях и сооружениях.

#### Капитальный ремонт
Капитальный ремонт дома подразумевает под собой комплекс работ следующего типа:
- проектирование интерьера и экстерьера помещения;
- транспортировка необходимых стройматериалов;
- проведение и/или ремонт инженерных коммуникаций;
- внутренние отделочные работы;
- в отдельных случаях доставка и установка мебели.

К услугам капитального ремонта дома принято обращаться в случае заселения в изначально нежилое помещение или при полной смене внутреннего дизайна помещения.

#### Косметический ремонт
Косметический ремонт квартиры подразумевает собой комплекс работ следующего типа:
- минимальное проектирование интерьера и экстерьера помещения;
- ремонт уже существующих инженерных коммуникаций;
- внутренние отделочные работы.

Процесс косметического ремонта жилого помещения являет собой упрощённую версию капитального ремонта и зачастую используется для обновления дизайна и/или устранения визуальных дефектов интерьера.

## Связанные понятия
- Реставрация — в основном этот термин применяют по отношению к произведениям искусства. В отличие от просто ремонта, предполагает значительную исследовательскую работу, направленную на максимальное сохранение внешнего вида, а иногда и внутреннего устройства произведений искусства.
- Ремонтопригодность — свойство конструкции восстанавливать работоспособность в результате ремонта[4], приспособленность к ремонту и техническому обслуживанию. В некоторых случаях ремонтопригодностью приходится жертвовать ради других качеств, например, уменьшения габаритов.
- Техническое обслуживание — комплекс операций или операция по поддержанию работоспособности или исправности изделия при использовании по назначению, ожидании, хранении и транспортировке. Так же как и ремонт, может включать в себя замену каких-либо частей. В отличие от ремонта, техническое обслуживание необходимо для исправных и не потерявших своих эксплуатационных качеств изделий.
- «Евроремонт» — народное название ремонта квартир, зданий и сооружений с использованием материалов и приёмов, практически не применявшихся в СССР до его распада, обычно довольно дорогих. Термин «евроремонт» не зафиксирован в нормативных документах — он довольно условный. В 1990-е годы его использовали для определения ремонта высочайшего уровня. Для определённости — под «евроремонтом» понимают соответствие ремонтных работ требованиям СНиП по уровню «высококачественное».
- Ремонт под ключ — ремонт жилых и нежилых помещений, подразумевающий возможность использования помещений сразу после окончания ремонтных работ. Включает в себя следующие виды работ: Облицовка стен, пола и потолка; установка окон и дверей; электромонтажные, санитарно-технические и инженерные работы по отоплению, водоснабжению и водоотведению.